# Coelorinchus campbellicus
Coelorinchus campbellicus är en fiskart som beskrevs av Mccann och Mcknight, 1980. Coelorinchus campbellicus ingår i släktet Coelorinchus och familjen skolästfiskar. Inga underarter finns listade i Catalogue of Life.